# Lymire edwardsi
Lymire edwardsi är en fjärilsart som beskrevs av Augustus Radcliffe Grote 1881. Lymire edwardsi ingår i släktet Lymire och familjen björnspinnare. Inga underarter finns listade i Catalogue of Life.